# グライダー (小松里賀の曲)
「グライダー」は、小松里賀の2枚目のシングルである。2002年10月23日にインデックスミュージックから発売された。

## 概要
両とも、テレビ愛知・テレビ東京系列放映のテレビアニメ『東京ミュウミュウ』の挿入歌。このうち表題曲「グライダー」は、主に本編の戦いのシーンなどで使われる。
ディスクジャケットには、ミュウミュウたちの変身後の姿が描かれている。

## 収録曲
1. グライダー [4:44]
作詞：清原明恵、作曲：UZA、編曲：磯江俊道
  - テレビアニメ『東京ミュウミュウ』第26・43話挿入歌
2. My days -あの日を、忘れない- [5:13]
作詞：清原明恵、作曲：UZA、編曲：磯江俊道
  - テレビアニメ『東京ミュウミュウ』第35・37・41・49話挿入歌
3. グライダー（オリジナル・カラオケ）
4. My days -あの日を、忘れない-（オリジナル・カラオケ）